# Hochland-Verband der katholischen neudeutschen Verbindungen
Der Hochland-Verband der katholischen neudeutschen Verbindungen (HV) war ein Korporationsverband von nicht-farbentragenden Studentenverbindungen, der 1917 gegründet wurde und nach dem Zweiten Weltkrieg im Quickborn-Hochschulring aufging.

## Geschichte
Der Hochlandverband wurde im April 1917 gegründet. In ihm sammelten sich Studenten in Verbindungen, die aus der katholischen Jugendbewegung hervorgegangen waren und deren Vorstellungen bewahren und an den Hochschulen in die Tat umsetzen wollten. Das ganze Leben wurde unter die religiöse Idee des Christentums gestellt. Dabei wurde auf Rausch- und Rauchgift verzichtet – also in Abstinenz gelebt. Es fanden wöchentliche Gottesdienstbesuche, geschlossene Exerzitien sowie sonntägliche Fahrten und Ausflüge statt. Geistig wurde das Hochland stark von Romano Guardini beeinflusst. Der HV stand in enger Verbindung zur katholischen Jugendbewegung und gehörte deren Quickbornbund an. Nach dem Ersten Weltkrieg gab es eigene Damenverbindungen. Von 1920 bis 1925 waren die Hochland-Verbindungen als Studentengilden dem nichtakademischen Quickborn-Hochschulring eingegliedert, in welchem sie nach dem Zweiten Weltkrieg aufgingen. 1927 gab es 14, 1929 18 Verbindungen mit insgesamt über 500 Mitgliedern. Die Verbandszeitung hieß bis 1934 Neues Studententum und später Die Brücke und Burg Rothenfels. Das Verbandsabzeichen war eine blaue Blume auf silbernem Grund, der Wahlspruch lautete: Deo et patriae. In Österreich entstand nach 1945 die Katholische Hochlandjugend Österreichs.

## Mitgliedsverbindungen
mit (w) sind die Studentinnen-Verbindungen bezeichnet

### Berlin
- Winfrid
- Hathwiga (w)

### Breslau
- Lioba (w)
- Markwart
- Parzival
- Wilfried
- Franziskus (an der Franziskaner-Studienanstalt Breslau-Carlowitz)

### Freiburg
- Caritas (w)
- Freiburg

### München
- München
- Hochländerinnen München (w)

### Münster
- Irmingard (w)
- Westfalen (m)